# Steve Thaler
Steve Thaler – naukowiec, zajmuje się zagadnieniem uczenia się sieci neuronowych.

## Praca badawcza
Przeprowadził tzw. eksperyment „śmierci klinicznej” sieci neuronowych – to znaczy wyłączył niektóre neurony w sieci skutkiem czego nie było jak przewidywało wielu naukowców dezintegracja sieci, lecz jej adaptacja. Thaler nazwał to zjawisko kreatywnym myśleniem. Badania te są podstawą do założenia, że jest możliwe zbudowanie myślącej maszyny.